# Разведотряд Черноморского флота
Разведывательный отряд разведывательного отдела Штаба Черноморского флота, 2-й разведотряд Черноморского флота, Разведотряд Керченской ВМБ, Разведотряд Новороссийской ВМБ, Береговой разведотряд (БРО), Разведотряд Штаба Дунайской флотилии — ряд последовательно и параллельно существовавших специальных разведывательно-диверсионных подразделений разведывательного отдела Штаба Черноморского флота ВМФ СССР в ходе Второй мировой войны на Черном море. С июля 1938 по ноябрь 1955 года разведотдел Штаба ЧФ бессменно возглавлял подполковник (позднее генерал-майор) Намгаладзе Д. Б.
Созданный вынуждено, уже в ходе развёртывания боевых действий, отряд с 1941 года показал высокую боевую ценность. Провёл ряд дерзких операций в тылу врага на Черноморском театре. В первый период войны несколько раз терял в боях основной состав, но пополнялся и переформировывался. Участвовал в Обороне Севастополя, Керченско-Феодосийской десантной операции, Битве за Кавказ, Крымской наступательной операции, операциях Дунайской военной флотилии. За мужество, проявленное в боях, множество разведчиков отряда были удостоены высоких правительственных наград. Д. С. Калинин (посмертно) и Н. А. Земцов стали Героями Советского Союза .

## История подразделения

### Первое формирование
После начала Великой Отечественной войны с наступлением немецко-румынских войск к Одессе, был создан Одесский оборонительный район (ООР) включавший Приморскую армию (генерал-лейтенант Г. П. Софронов), Одесскую ВМБ, части морской пехоты, береговые части и приданный отряд кораблей флота. Таким образом, ЧФ начал участвовать в боевых действиях на суше. Для разведки и диверсий против сухопутного противника командование флота по представлению разведывательного отдела штаба ЧФ командование флота создало два флотских разведотряда. 1-й должен был действовать в интересах ООР, 2-й, с базой в Севастополе, на территории Крымского полуострова. Данных о действиях 1-го отряда не найдено, возможно он фактически не был создан в связи с эвакуацией Одессы.
2-й разведотряд на 1 октября 1941 года был сформирован на базе Учебного отряда Черноморского флота в Севастополе после трех недель набора на строго добровольных началах, среди матросов, старшин и мичманов, направленных в части морской пехоты.

#### Командование и состав
Общее руководство осуществлял начальник разведотдела штаба ЧФ полковник Намгаладзе Д. Б. Непосредственное руководство созданием этой части спецназа майор Ермаш С. Л., ранее служивший в пограничных войсках НКВД. В дальнейшем он отвечал в разведотделе флота за действия отряда. Командиром отряда был назначен капитан Топчиев В. В. Комиссар отряда — батальонный комиссар Латышев Ульян Андреевич, ранее участвовавший в составе морской пехоты в обороне Одессы. Секретарем парторганизации стал старшина 2-й статьи Н. А. 3емцов. Старшиной отряда был назначен главный старшина Александр Горох.
Отряд (эквивалентный усиленной роте) был сформирован в составе четырёх взводов.
- 1-й взвод, командир мичман Ф. Ф. Волончук,
- 2-й — главный старшина Г. Шматко,
- 3-й — главный старшина А. Попенко,
- 4-й — старшина 2-й статьи П. Дембицкий.

Каждый из четырёх взводов имел по четыре отделения. Отряд был оснащён лёгким стрелковым вооружением, автомобилям, мотоциклами и велосипедами.

#### Дислокация и боевая учёба
Разместился отряд на Корабельной стороне, в доме отдыха судостроителей в Ушаковой балке. В дальнейшем был переведён в здание школы на улице Советской. Командный пункт отряда находился в нижнем храме Владимирского собора. Часть отряда размещалась в окрестностях Севастополя, в населенном пункте Максимова Дача. В ходе боевой подготовки командиры добивались, чтобы каждый из будущих спецназовцев управлял автомобилем и мотоциклом. Некоторых отправляли в одну из частей береговой обороны, где они учились водить танки. Преподавали рукопашный бой, приёмы самбо. В отряде нашлись боксёры и борцы, которые включились в подготовку. После ориентирования днём начались ночные выходы, в том числе без компаса. Изучалась топография, проводились занятия по немецкому и румынскому языку. Большое внимание уделялось владению различными образцами стрелкового оружия и гранат, как советских, так и противника.

### Боевые действия октябре — декабре 1941 года
Первой операцией отряда стала высадка 25 октября 1941 года на остров Джарылгач. В ней задействовали 60 спецназовцев под командой майора С. Л. Ермаша и комиссара У. А. Латышева. Остров оказался занят немцами, которые уничтожили на нем пост СНиС флота и оставили своё подразделение. В ходе боя было уничтожено 16 вражеских солдат и офицер. Отряд взорвал маяк и склад горючего, уничтожил плавсредства и отошёл.
После выхода частей 11-й армии к Севастополю 31 октября 1941 года отряд, разбившись на разведгруппы, вёл разведку на подступах к городу и производил захват «языков». 1 ноября 1941 года, подразделения отряда вели разведку на бахчисарайском направлении. Разведчиками были убиты три немецких солдата и взят в плен один румын, в бою погиб старшина 2-й статьи Шестаковский.
Командование СОР нуждалось в данных о подготовке немцев к следующему штурму. Для установления числа и номеров частей требовались «языки» и документы. С конца ноября 1941-го проводились систематические высадки с моря в тылы противника. В начале декабря 1941 года была высажена группа в ближайшем тылу противника — на Балаклавском направлении, на побережье бухты Ласпи. Забросы проводили катера-охотники или торпедные катера. 3 декабря 1941 года состоялась высадка одного из подразделений разведотряда на мыс Сарыч. На маяке Сарыч был уничтожен пост немцев и захвачены документы.

#### Рейд в Евпаторийский порт
5 декабря 1941 года, командир 1-го дивизиона сторожевых катеров ОВР главной базы ЧФ капитан-лейтенант В. Т. Гайко-Белан получил приказ выделить два сторожевых катера для выполнения десантной операции в Евпаторию. Командир ОВР контр-адмирал В. Г. Фадеев вызвал командиров катеров СКА-041 лейтенанта И. И. Чулкова и СКА-0141 младшего лейтенанта С. Н. Баженова и поставил задачу: в ночь с 5 на 6 декабря 1941 года высадить в порту Евпатории разведотряд флота в составе двух отдельных групп под командованием мичманов М. Аникина и Ф. Волончука, после выполнения задания доставить их в Севастополь. Общее руководство возлагалось на капитана В. В. Топчиева и комиссара У. А. Латышева. В ходе операции разведгруппе мичмана Ф. Волончука (21 человек) была поставлена задача проникнуть в здания городского полицейского управления и немецкой полевой жандармерии, захватив документы и пленных. Часть разведчиков были переодеты в немецкую униформу. Группе М. Аникина предстояло совершить налёт на аэродром и уничтожить самолёты. По предварительным данным порт слабо охранялся.
Ночью 6 декабря 1941 года катера без ходовых огней подошли к Евпаторийской бухте. Миновав мыс Карантинный катера разделились: СКА-0141 с группой разведчиков мичмана Волончука подошёл к пассажирской пристани, расположенной, а СКА-041 с группой Аникина — к хлебной.
Катер подошёл прямо к пристани, Волончук в форме немецкого офицера и двое «немецких солдат» захватили на пристани часового. Узнав пароль и систему связи, разведчики направились в город, по дороге сняв ещё двух часовых. Четвёртый немецкий часовой был захвачен у входа в полицейское управление. Группой Волончука были захвачены документы полицейского управления и полевой жандармерии, выпущены из камер более ста местных жителей. Моряки захватили с собой печатную машинку и мотоцикл. Было уничтожено десять немцев, в том числе помощник начальника гарнизона, захвачен унтер-офицер жандармерии.
Группа Аникина произвела рейд на аэродром, но он оказался пустым, захватила в плен солдата из аэродромной команды, по пути к катеру подожгла хлебные склады. Обе группы находились в городе около четырёх часов, выполнив поставленные задачи и не потеряв ни одного человека. В порт при отходе моряки забросали бутылками с горючей смесью три шхуны стоявшие у причалов. В результате этого рейда в Евпаторию, были получены данные о системе обороны, документы выявили сеть вражеской агентуры в городе. Было захвачено несколько десятков единиц стрелкового оружия и боеприпасы, один мотоцикл и две пишущие машинки, доставлено 12 пленных солдат, полицейских и жандармов.
По итогам рейда 8 декабря 1941 года Военный совет флота наградил орденом Красной звезды капитана В. В. Топчиева и батальонного комиссара У. А. Латышева. Медалью «За отвагу» были награждены мичман Ф. Волончук, главстаршина А. Г. Горох, старшина 2-й статьи И. Я. Товма, старший краснофлотец В. А. Захаров.

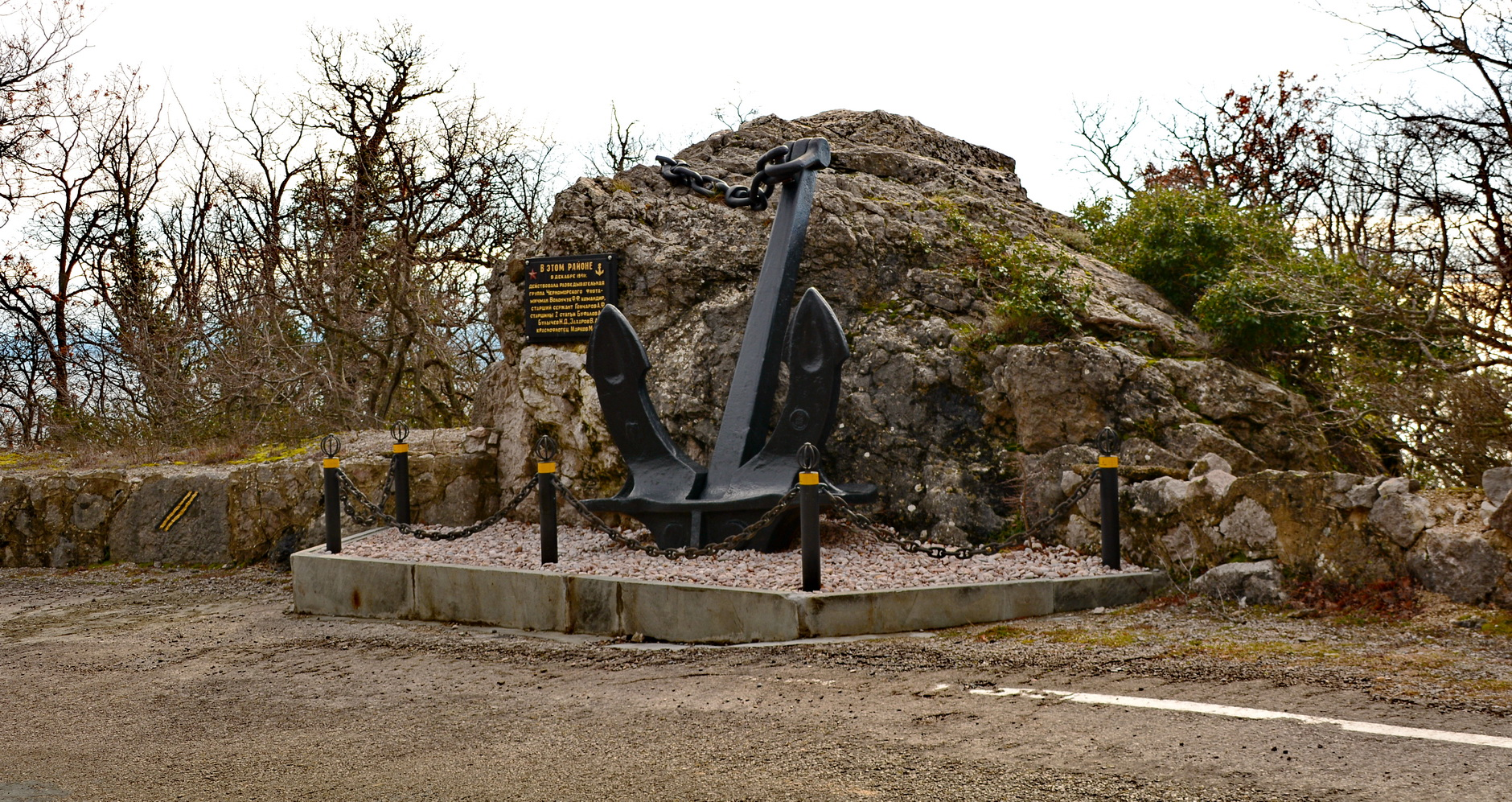
Памятный знак в честь разведчиков Черноморского флота группы Ф. Ф. Волончука на Южнобережном шоссе

#### Рейд наЯлтинское шоссе
10 декабря 1941 года на шхуне разведгруппа под командованием Ф. Волончука направилась для высадки в районе Мухолатка для действий на Ялтинском шоссе. Ставилась задача днём вести наблюдение и передавать по рации данные о проходящих войсках, а по ночам уничтожать вражеские автомашины. Операция длилась шестнадцать дней. Было уничтожено одиннадцать немецких и румынских автомашин, в том числе три легковые и автобус, разгромлен немецкий конный обоз, а также путём перестановки дорожных знаков на шоссе дезорганизовано движение автотранспорта. Каждую ночь бойцы нарушали линии связи. Было захвачено много документов и пленён немецкий капитан медицинской службы. Группа вернулась в Севастополь по суше, потеряв двух человек убитыми, спустя месяц после заброски.

#### ПоддержкаКерченско-Феодосийской десантной операции
Для разведовательного обеспечения Керченско-Феодосийской десантной операции в середине декабря 1941 года в Феодосию была заброшена разведгруппа, состоявшая из старшины 2-й статьи В. Серебрякова и краснофлотца Н. Степанова, жителя Феодосии. Ночью они проникли к родителям Степанова, днём в гражданской одежде приступили к выполнению задачи. Было собрано большое количество информации по береговой охране порта, его противовоздушной и противодесантной обороне, которую передали в штаб операции той же ночью. За несколько дней до начала операции в Феодосию была высажена с моря ещё одна разведгруппа, захватившая в плен «языка», который в разведотделе флота дал ценные сведения. В ночь на 29 декабря 1942 года разведгруппа в составе 22 человек под командованием старшего лейтенанта П. Егорова высадились с катера на «Широкий мол» Феодосийского порта. Они захватили здание полевой жандармерии и вскрыли 6 металлических шкафов с документами, имевшими большое значение для разведки ЧФ и структур государственной безопасности. Была захвачена «зеленая папка» генерального комиссара Крыма-Таврии Альфреда Фрауэнфельда. Эти документы большого значения впоследствии использовались в ходе Нюрнбергского процесса.

### Евпаторийский десант

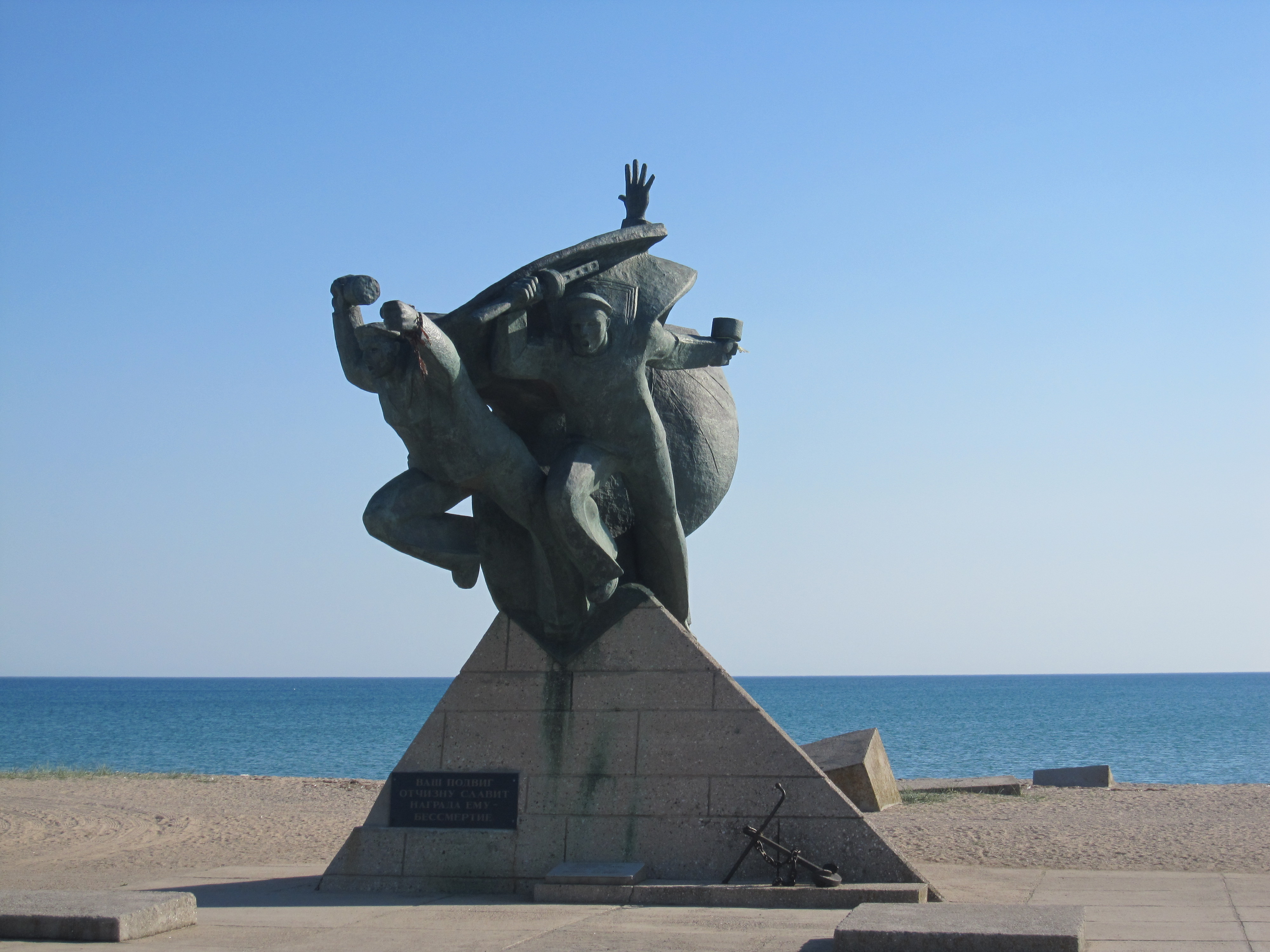
Памятник Евпаторийскому десанту

2 января 1942 года Ставка ВГК утвердила план операции отвлечения, предусматривавший высадку морских десантов в районах Алушты, Ялты, Перекопа и Евпатории. Планирование десанта в Евпатории командование Кавказского фронта поручило штабу Севастопольского оборонительного района. Общая численность десанта была им определена в 700 человек, для переброски задействовано 9 плавсредств.
5 января 1942 года в 3 часа ночи разведывательный отряд ЧФ численностью 60 человек под командой капитана В. Топчиева был высажен под огнём противника на причал Евпаторийского порта. Позднее высадились основные силы. Продолжив наступление, к 6:00 утра десантники овладели южной частью города, укрепили здание гостиницы «Крым» (в котором был размещён штаб батальона), но дальнейшее продвижение роты под командованием лейтенанта И. Н. Шевченко было остановлено у здания курортной поликлиники.
Командование 11-й армии вермахта экстренно направило подкрепления: сначала сводный батальон, в который вошли силы, находившиеся в районе Евпатории (пехотинцы, военнослужащие железнодорожных войск, батарея зенитных орудий с двумя прожекторными установками и другие), затем в Евпаторию прибыли разведывательный батальон 22-й пехотной дивизии, 70-й сапёрный батальон и несколько немецких и румынских артиллерийских батарей, вслед за ними в Евпаторию был направлен 105-й пехотный полк 72-й пехотной дивизии (переброшенный на автомашинах из-под Балаклавы).
Десантники вели бой в окружении более двух суток. Десант был разгромлен в городском бою. Тяжело раненный капитан В. Топчиев застрелился.
Командование ЧФ, с целью выяснения судьбы десанта и обстановки в городе, направило в окрестности Евпатории остатки разведотряда флота в количестве 13 человек под командой комиссара отряда У. А. Латышева. Ранним утром 8 января 1942 года подводная лодка М-33, которой командовал капитан-лейтенант Д. Суров, высадила разведчиков на окраине Евпатории. 9 января 1941 года Латышев доложил в Севастополь, что десант полностью уничтожен. Из-за шторма сторожевой катер и подводная лодка М-33 не смогли снять группу Латышева. Группа действовала на окраине Евпатории до 14 января 1942 года, была обнаружена противником и приняла бой, длившийся 12 часов. От Латышева поступила последняя радиограмма: «Мы подрываемся на своих гранатах. Прощайте!». В живых остался краснофлотец Василюк, который бросился в зимнее море и отплыв от места боя несколько километров и выбравшись на сушу, через несколько суток вышел к Севастополю.

### Второе формирование разведотряда и действия в январе — мае 1942 года
Знамя и документы утеряны не были, но после гибели большей части личного состава и командования разведотряда в Евпатории отряд был сильно обескровлен. В 20-х числах января 1942 года начальник разведки флота полковник Намгаладзе Д. Б. приказал офицеру разведотдела майору Ермашу С. Л. совместно с командованием разведотряда подготовить операцию по уничтожению немецкой дальнобойной батареи, находившейся в районе села Мамашай (ныне Орловка) обстреливавшую центральную часть города. Попытки уничтожить эту батарею огнем тяжелой артиллерии СОР не удались. Сформировалась группа: командир — мичман Федор Волончук, заместитель командира — старшина 1-й статьи Павел Тополов; состав группы: старшина 1-й статьи Сергей Дмитриев, старшина 2-й статьи Колачев, краснофлотцы Михаил Марков, Филимонов, Коваль, Васильев. Группе для разминирования проходов в минных полях и для подрыва батареи было придано три сапера. Полоса минных полей была в километр шириной, подрыв на мине мог сорвать операцию. Пройдя минное поле и уничтожив ножами двух солдат в траншеях передового охранения спецназовцы проникли в тыл противника. Сначала ножами, а затем гранатами и автоматным огнем они уничтожили расчеты батареи и вместе с саперами подорвали орудия. При отходе было уничтожено несколько мелких групп противника, после чего Волончук разделил свою группу на несколько частей, каждая из них начала самостоятельный прорыв. Один из разведчиков был ранен, один из саперов погиб.
Для пополнения отряда в апреле 1942 года из-под Ленинграда в Туапсе прибыл взвод из разведотряда Балтийского флота, которым командовал лейтенант В. А. Калганов («Борода»). На его основе после переброски в Севастополь, был создан флотский разведотряд второго формирования. Командиром был назначен старший лейтенант Николай Федоров. Военком отряда — батальонный комиссар Коптелов Василий Степанович.

### Боевые действия и гибель разведывательного отряда Черноморского флота во время третьего штурма Севастополя

#### Бой с итальянскими катерами
В ходе последнего штурма Севастополя в июне 1942 года разведотряд второго формирования провел свою последнею разведывательно-диверсионную операцию. В ночь на 18 июня 1942 года 22 разведчика, командир Н. Федоров, вышли из осажденного города на двух судах с шести-, четырёх- и двухвесельными шлюпками на буксире. Группа должна была высадиться в районе Алупки и дезорганизовать движение фашистских транспортов с войсками и боеприпасами. Группа в составе 4 человек во главе с мичманом О. Попенковым на двухвесельной шлюпке удачно высадилась и приступила к выполнению задачи. Две другие шлюпки были обнаружены и обстреляны. Катера высадки ушли на Севастополь. Разведчикам пришлось возвращаться на вёслах.
На рассвете 18 июня 1942 года шлюпки с разведчиками перехватили два сверхлегких итальянских торпедных катера с пулеметным вооружением. Завязался неравный морской бой, в ходе которого один итальянский катер был поврежден, а второй продолжал обстрел шлюпок ещё полчаса, после чего взял на буксир поврежденный катер и ушел в Ялту. Вскоре после этого шлюпки подверглись атаке других двух итальянских катеров. В ходе боя один из катеров противника также получил повреждения и был отбуксирован в базу. При подходе к Севастополю, на траверзе мыса Сарыч, шлюпки с разведчиками были обнаружены итальянской сверхмалой подлодкой. Разведчики открыли по всплывшей субмарине огонь из ручных пулеметов и автоматов и лодка ушла под воду. После этого находившаяся в районе мыса Сарыч немецкая береговая батарея открыла огонь по шлюпкам, но высланный на подмогу катер увел их в Севастополь. В ходе этих боев погиб краснофлотец Горбищенко.
По результатам этого неравного морского боя 18 разведчиков с итальянскими катерами все разведчики были награждены орденами, в том числе краснофлотец Горбищенко — посмертно. Группа мичмана Попенкова, выполнив поставленную перед ней задачу, за несколько дней до падения Севастополя возвратилась по суше в отряд, перейдя ночью линию фронта.
Князь Юнио Боргезе, командир 10-й флотилии MAS в мемуарах «Decima flottiglia MAS» так описал этот бой со слов подчинённых: «В ту же ночь были замечены две русские военно-морские шлюпки к югу от мыса Кикинеиз, с которыми экипажи двух катеров, то есть Ленци — Монтанари и Тодаро — Пасколо, завязали бой, обстреляв их из ручных пулеметов. Русские на шлюпках были вооружены пулеметами и автоматами. Бой на дистанции 200 метров длился около 20 минут Наши катера получили небольшие повреждения, а сержант Пасколо потерял при этом левую руку».
В дни последнего штурма разведотряд вел ожесточенные бои в городе. В уличных боях, а также в районе Казачьей и Стрелецкой бухт большинство разведчиков погибло. Контуженых и раненых захватили в плен, в том числе и командира отряда старшего лейтенанта Н. Федорова, который был расстрелян немцами в Симферополе.

### Боевые действия разведотряда Керченской военно-морской базы в мае — августе 1942 года
В конце мая 1942 года после утери в ходе катастрофы Крымского фронта западного берега пролива из состава разведотряда в Севастополе, была выделена группа бойцов во главе с комиссаром отряда В. С. Коптеловым, которая была отправлена в Новороссийск. В поселке Кабардинка разведчики прошли курс дополнительной подготовки и затем были направлены на Таманский полуостров, где из них был сформирован разведотряд Азовской флотилии (по другим данным — разведотряд Керченской военно-морской базы). В мае — июне 1942 года разведка ЧФ имела два разведотряда: разведотряд штаба ЧФ в Севастополе под командованием старшего лейтенанта Н. Федорова и разведотряд Керченской военно-морской базы во главе с батальонным комиссаром В. С. Коптеловым.
Первая операция отряда Керченской ВМБ была проведена 31 мая 1942 года. Группа из 16 человек была высажена вблизи села Жуковка, напротив косы Чушка, чтобы установить связь с армейской группой, оказавшейся в окружении в Аджимушкайских каменоломнях, с задачей её дальнейшей эвакуации. Ночью разведчики высадились с торпедного катера и скрытно добрались до деревни Аджи-Мушкай, но связь с окруженцами установить не удалось, как и выяснить у местного населения, сколько людей находятся в каменоломнях.
В июне 1942-го флотские и армейские разведчики неоднократно высаживались в различных местах на керченском берегу: в селе Варзовка у горы Опук, на Генуэзском молу в Керченском порту. Всего было проведено восемь разведывательных операций для установления связи с Аджимушкаем и взятия «языков». Однако связь с Аджимушкаем не была установлена. В ходе этих рейдов удалось выяснить состав немецких войск на Керченском полуострове. Установлено, что там находится группа немецко-румынских войск под командованием генерала Франца Маттенклотта в составе до четырёх дивизий.

#### Бои за посты наблюдения «Горняк» и «Черноморец»
15 июня 1942 года группа разведотряда Керченской ВМБ из 9 человек, командир младший лейтенант Цыганков, получила задание высадиться на полузатопленные в Керченском проливе с осени 1941-го пароходы «Горняк» и «Черноморец», которые находились в полутора-двух километрах от входа в керченский порт. Глубины тут невелики и борта транспортов возвышались над поверхностью. С «Черноморца» и с «Горняка» просматривалась часть побережья, порт, территория Завода имени Войкова. Отсюда можно было засекать огневые точки, вылеты самолётов с керченского аэродрома и другое. При размещении тут разведчиков-наблюдателей с радистом, командование получит данные, каких не всегда можно получить от групп, высаженных непосредственно на побережье. 15 июня катер «малый охотник» под номером 0106 с 9 разведчиками вышел из Тамани в пролив, разведчики подошли на шлюпке к транспорту, высадились на него и убедились, что противника там нет. 16 июня 1942 года радисты отряда приняли от группы Цыганкова с «Горняка» несколько важных донесений. В ночь с 16-го на 17 июня 1942 катер МО-0106 забрал группу Цыганкова с борта «Горняка» и направился в район Керченского порта, чтобы произвести высадку в порт и захватить «языка» и до рассвета вернуться на катер. Около восьми часов утра 17 июня МО-0106 возвратился без группы. Его командир доложил, что группа была благополучно снята с «Горняка» и катер пошел к берегу. Неподалеку от второго полузатопленного транспорта «Черноморец» младший лейтенант Цыганков с разведчиками пересел в шлюпку для осмотра «Черноморца» и предупредил, что до порта они доберутся сами. Катер отошел мористее и стал ждать. Часа через полтора в порту началась перестрелка. Гитлеровцы включили прожекторы, катер был вынужден был отойти мористее. Когда стало светло, катер возвратился на базу, не дождавшись разведчиков. Поздно вечером 17 июня 1942 года командиру разведотряда поступило сообщение по телефону, что армейский дозор, несший службу неподалеку от мыса Фонарь, задержал 9 вооруженных людей без документов. Один назвался младшим лейтенантом Цыганковым. Командир отряда дал подтверждение и попросил доставить их в Тамань, в расположение отряда. После этого на транспорте «Горняк» был размещен постоянный 322-й пост Службы наблюдения и связи ЧФ и периодически размещался корректировочный пост базы под управлением флагманского артиллериста базы Л. Д. Чулкова.
Новая операция была проведена разведотрядом на побережье Керчи 18 июня 1942 года. Она проходила под руководством командира отряда батальонного комиссара В. С. Коптелова. Незадолго до неё две группы армейской разведки, одна за другой, высадились на Керченском полуострове, примерно в трех километрах западнее поселка Юраков-Кут, и пропали. Прошло уже более трех суток после высадки второй группы, а от неё не поступило ни одного донесения. Поэтому группе флотских разведчиков было поручено найти своих армейских коллег или выяснить их судьбу. Поздно вечером 18 июня 1942 года разведотряд на трех катерах типа «малый охотник» вышел в район, где пропали армейские разведгруппы. С одного из катеров была спущена шлюпка с группой разведчиков во главе с мичманом Волончуком, которая направилась к берегу. Она была подсвечена прожекторами и обстреляна миномётно-пулемётным огнём, но смогла уйти на катер.
Вечером 1 августа 1942 года в 21 час из поселка Тамань группа из 10 разведчиков, командир сержант А. Морозов, на катере МО-066 отправилась к бочарному заводу вблизи Керчи с целью выявления плавсредств, оборонительных сооружений, огневых точек и, по возможности, для захвата «языка». Группа должна была высадиться с катера на пароход «Черноморец». На нем она пересаживалась в шлюпку и затем переправлялась на берег. Шлюпку осветил немецкий прожектор, по ней был открыт пушечно-минометный огонь. Шлюпка затонула, погибли старшина 2-й статьи Пушкарев и сержант Лысенко. Благодаря жилетам восемь уцелевших могли держаться на воде и стали поплыли к «Черноморцу». Доплыли шесть человек, а старшина 1-й статьи Николаенко и старшина 2-й статьи Нестеренко сбились с пути и поплыли к косе Тузла. Раненый Николаенко утонул, Нестеренко доплыл до Тузлы и вышел в расположение наших войск. С «Черноморца» сержант Морозов направился вплавь к Тузле, чтобы вызвать катер для эвакуации выживших. Утром 2 августа ему удалось добраться до Тузлы, откуда его доставили в расположение отряда.
На «Черноморце» обстановка резко обострилась. Вечером 2 августа 1942 года, со стороны Керчи показались два немецких катера. Понимая, что при досмотре противник обнаружит группу, тяжело раненные Дженчулашвили и Несмиянов предложили, чтобы двое других разведчиков, оставив им свои автоматы и боеприпасы, попытались вплавь добраться до Тузлы, а они примут бой. Корякин и Мешакин отправились вплавь на Тузлу, а на «Черноморце» началась ожесточенная перестрелка.
В течение дня 2 августа командир разведотряда батальонный комиссар Коптелов сформировал группу из троих человек во главе с краснофлотцем Клижовым, которая в ночь со 2-го на 3 августа должна была добраться до «Черноморца» и снять оттуда оставшихся. Среди них был и передохнувший старшина 2-й статьи Нестеренко. Около 22 часов 2 августа катер с тремя разведчиками во главе с краснофлотцем Клижовым вышел в море. Катер возвратился около восьми часов утра 3 августа, и снова с нерадостной вестью. Когда группа Клижова, пересев в шлюпку, отошла от корабля и должна была подходить к «Черноморцу», там послышалась автоматная и пулеметная стрельба. На берегу вспыхнули вражеские прожекторы. «Малый охотник» до рассвета ждал возвращения шлюпки с Клижовым и его товарищами, но напрасно. Около 23 часов 2 августа шлюпка с группой Клижова подошла к транспорту, на котором совсем недавно в неравном бою погибли их товарищи. С борта раздался оклик на ломаном русском: «Кто идет?». Одновременно из-за транспорта вышел катер, который мог быть только немецким. Убедившись, что боя не избежать, разведчики подпустили врагов вплотную и ударили из автоматов. В течение нескольких секунд палуба была очищена, но с катера заработал пулемет. Старшина 2-й статьи Нестеренко приказал прыгать в воду, а сам задержался и был убит. Находясь в воде и положив автомат на борт шлюпки, Клижов выпустил очередь по корме катера. Пулемет замолчал, вражеский катер удалился в сторону берега. После этого Клижов и второй разведчик, забрались в тузик, подняли в него зацепившееся за уключину тело Нестеренко и так как через пробоины набиралась вода, пошли не к условленному месту встречи, а в сторону парохода «Горняк», где переждали весь следующий день. В ночь с 3-го на 4 августа 1942 года новая осмотровая группа на катере сняла с «Горняка» их, а также труп старшины 2-й статьи Нестеренко.
Всего за неполных два месяца базирования на Тамани спецназовцы Керченской военно-морской базы провели четырнадцать операций, высаживаясь на занятое противником побережье Керченского полуострова и ведя наблюдение за побережьем с полузатопленных в Керченском проливе пароходов «Горняк» и «Черноморец».

### Боевые действия на Северном Кавказе с сентября 1942-го по май 1943 года
После падения Севастополя и гибели разведотряда старшего лейтенанта Н. Федорова в составе разведки ЧФ остался единственный на тот момент разведотряд Керченской ВМБ батальонного комиссара В. С. Коптелова. Он включал три взвода, которые делились на три разведгруппы каждый. К концу августа 1942 года разведотряд Керченской ВМБ был отведён с Таманского полуострова в тыл, на отдых в курортный поселке Макопсе и преобразован в разведывательный отряд Черноморского флота нового (третьего по счёту) формирования. После отхода с Таманского полуострова под натиском противника новый разведотряд был переброшен на помощь армейским соединениям, начавшим бои за удержание перевалов Главного Кавказского хребта.
7 сентября 1942 года группа в составе 14 человек, командир сержант А. Морозов, зашла в тыл врага в районе перевала Белореченский (свыше 1500 метров), ведя разведпоиск. Она находилась в горах более месяца, разведчики дважды выходили в глубокий тыл врага, преодолели около 200 километров и доставили важные сведения. В ходе рейда были уничтожены продовольственный и вещевой склады.
8 сентября 1942 года, в горы вышла группа из 13 разведчиков, командир мичмана Ф. Ф. Волончук. Задача — разведка сил противника в районе перевала Умпырский (более 2500 метров) и захват «языка». Одновременно были направлены ещё две группы: под командованием мичмана Н. А. Земцова, — на Клухорский перевал, под командованием батальонного комиссара В. С. Коптелова — на Санчарский перевал. Они вернулись в расположение к 19 октября 1942 года.
На Умпырском перевале группа Ф. Волончука действовала в составе 174-го горнострелкового полка 20-й горнострелковой дивизии против соединений 49-го горного армейского корпуса. Она в ночь с 5-го на 6 октября 1942 года совместно со штурмовым отрядом 174-го горнострелкового полка, командир лейтенант Аристов, внезапным ударом овладела опорным пунктом на высоте 1017 метров .
С 22 сентября по середину октября 1942 года группы Земцова и Коптелова, действуя в долине реки Большая Лаба близ Санчарского перевала, провели 20 боевых операций, уничтожая конвои и линии связи. Были уничтожены 2 танка, 10 автомашин, около сотни вьючных животных, а также порядка 300 немецких горных стрелков. Армейским частям было передано большое количество информации и пленных. За мужество проявленное в этих боях 12 разведчиков были удостоены правительственных наград.
Когда фронт приблизился к Новороссийску, был сформирован разведывательный отряд Новороссийской военно-морской базы из добровольцев из морских пехотинцев и матросов, снятых с кораблей, командир — капитан Собченюк. Другое название - Разведывательно-диверсионный отряд Новороссийского оборонительного района, впоследствии переименован в разведывательный отряд Геленджикской оперативной группы РО штаба Черноморского флота. 11 сентября 1942 года, его разведгруппа в составе 15 человек, командир А. У. Довженко, была высажена в тыл противника в районе Южной Озерейки для разведки района Глебовка — Мысхако. Группа установила состав и численность войск в районе Мысхако, расположение и количество огневых точек. После этой операции старший лейтенант А. У. Довженко был назначен командиром разведотряда Геленджикской оперативной группы разведывательного отдела Штаба ЧФ.
19 сентября 1942 года морские охотники МО-081 и МО-091 были подготовлены к выходу. Задача — высадка в ночь на 20 сентября отряда в 116 человек, командир капитан Собченюк, а в районе Южная Озейка — Глебовка для нанесения удара по гарнизонам противника. Собченюк разделил отряд на две группы. Первая, которой командовал сам Собченюк, должна была нанести удар по гарнизону в Глебовке. Вторая, командир старший политрук Либов, должна была провести налет на гарнизон в Южной Озейке. Отряд Либова, высадившись с МО-081, разделился на три разведгруппы и окружил станцию. Одна разведгруппа должна была захватить документы коменданта, а вторая — уничтожить комендатуру, третья группа подавить огневые точки противника на побережье. В результате внезапного налета отряд решил задачу, в гарнизоне возникла паника. Отряд начал движение на соединение с отрядом Собченюка. Первому отряду не повезло, в Глебовке противник услышал звуки боя в Южной Озейке и усилил посты. На выдвижении к объекту отряд был обнаружен противником и обстрелян, капитан Собченюк погиб.
После возвращения отряд Новороссийской военно-морской базы возглавил младший лейтенант В. Пшеченко. Высадка разведгрупп на Таманский полуостров проводились регулярно, они действовали до Абинской и Крымской, проникали в Новороссийский порт, добывали сведения о противнике, необходимые для планирования операций, указывали цели авиации и артиллерии. Однажды группа разведчиков дала координаты опорного пункта вблизи Анапы и указала ориентиры для авиации, которая уничтожила цель.
В начале января 1943 года, вскоре после тяжелого ранения командира разведотряда батальонного комиссара В. С. Коптелова, новым командиром разведотряда стал капитан Д. С. Калинин, до этого служивший в одной из частей морской пехоты ЧФ.
В документах архивов МО РФ майор В. С. Коптелов числится как погибший в декабре в Поти. Исследователь партизанского движения Е. Б. Мельничук приводит такие подробности: «…18 декабря 1942 г. [Коптелов В. С. ] пытался утихомирить выпивших после возвращения с задания разведчиков. Буйный после выпитого Морозов [А.] поднял стрельбу, в результате которой Коптелов и разведчики Зацеляпин П. и Пакшин П. были тяжело ранены. 20 декабря Коптелов В. И. умер в базовом госпитале и был тайком похоронен матросами БРО у Потийского маяка (из дневника разведчика главного старшины Макария Шабанина)». В разведке собирались самые смелые, но и одновременно дерзкие бойцы, которые постоянно находились в состоянии стресса в тылу врага, поэтому дисциплина и субординация часто нарушались и поддерживались мерами вплоть до расстрела.

### В составе 305-го отдельного батальона морской пехотыЦезаря Куниковаи в рейдах в районе Новороссийска.
10 января 1943 года разведотряд вошёл на усиление 305-го отдельного батальона морской пехоты Ц. Л. Куникова и стал его пятой ротой. В его составе разведотряд принял участие в десантной операции на Малую землю. После укрепления позиций на плацдарме, разведотряд выведен для рейдов в интересах плацдарма.

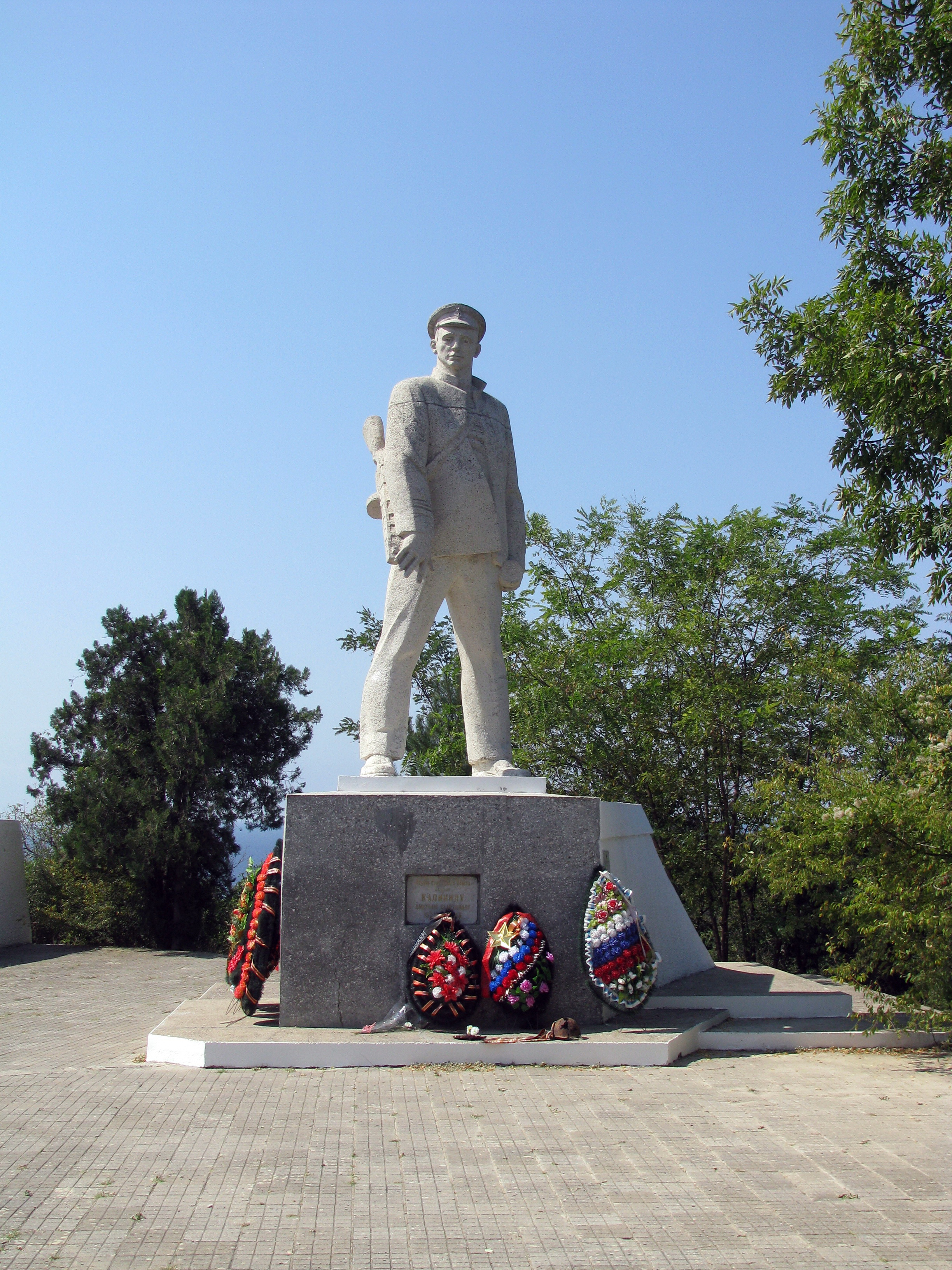
Памятник Д. С. Калинину неподалеку от Варваровской щели

В конце апреля 1943 года флотские разведчики имитировать высадку большого по численности десанта, уничтожать линии связи в тылу противника и заминировать шоссе Анапа — Новороссийск. В ночь на 1 мая 1943 года разведотряд в составе 35 человек, командир капитана Д. С. Калинин, высадился в районе станицы Варварка. Отряд был разбит на три группы, которыми командовали капитан Калинин, мичман Земцов и старший сержант Левинский. Все группы задачи выполнили. На последнем этапе операции требовалось посеять панику. С этой целью группа Левинского завязала бой с превосходящим по численности противником, но задержалась в районе Супсеха и была окружена. К ней на выручку пошла группа Калинина, но прорвать окружение не удалось. В ходе боя вся группа Левинского была уничтожена, за исключением нескольких раненых, которых противник взял в плен. Затем во время боя с подошедшим пехотным полком противника оказалась на грани полного уничтожения и группа Калинина, состоявшая из одиннадцати человек. Оставшиеся разведчики по приказу Калинина стали пробиваться к берегу, а сам он стал прикрывать отход своих бойцов. Немецкие (в ряде документов, и у Намагадзе, румынские, у Волончука «гитлеровцы») солдаты получили приказ взять командира живым. Калинин, раненый в руку и ногу, один уничтожил до тридцати вражеских солдат, израсходовав остатки боезапаса. Прижав к груди раненой рукой последнюю гранату, он подпустил гитлеровцев почти вплотную, здоровой рукой рванул чеку гранаты и шагнул вперед, навстречу врагам. Отметив мужество русского офицера, командир полка, руководящий обороной в районе Анапа — Сукко, приказал похоронить капитана Дмитрия Семеновича Калинина на месте боя со всеми воинскими почестями. Указом Президиума Верховного Совета СССР капитану Дмитрию Семеновичу Калинину за совершенный им подвиг было посмертно присвоено высокое звание Героя Советского Союза  .
В мае 1943 года группа, командир Николая Земцова была высажена в районе Анапы Краснодарского края. Действуя совместно с другими разведывательными группами, задержала продвижение противника на двое суток, добыла важные сведения о противнике на Таманском полуострове. В дальнейшем группа мичмана Земцова, пробыв в тылу противника восемнадцать суток, благополучно вернулась на базу, доставив ценные разведсведения. За успешное выполнение ответственного задания мичман Земцов был представлен к званию Героя Советского Союза. Указом Президиума Верховного Совета СССР от 22 января 1944 года за образцовое выполнение боевых заданий командования на фронте борьбы с немецко-фашистскими захватчиками и проявленные при этом мужество и героизм мичману Земцову Николаю Андреевичу присвоено звание Героя Советского Союза  .
После гибели Д. С. Калинина командиром отряда 15 мая 1943 года был назначен старший лейтенант А. У. Довженко. Из-под Туапсе был переведен разведвзвод старшего лейтенанта В. А. Калганова. Началась подготовка к проведению Новороссийской десантной операции. Для обеспечения штаба разведданными постоянно совершались вылазки в тыл противника. За выполнение разведывательных заданий в районе Новороссийска старший лейтенант Калганов В. А. «Борода» впервые на Черноморском флоте был награждён орденом Александра Невского.

### Действия отряда дальней разведки «Сокол» в Крыму в августе 1943-го — мае 1944 года

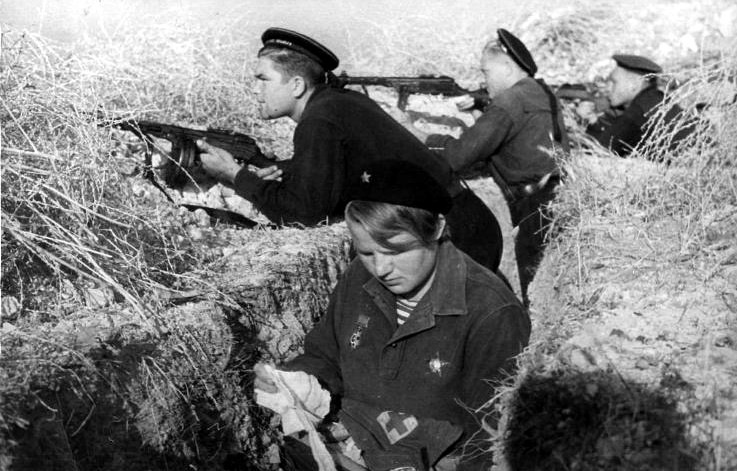
Санинструктор Нина Марухно отдельной роты разведки Новороссийской военно-морской базы перевязывает раненого бойца. Июнь 1943 г.

В апреле 1943 года в окрестностях Туапсе разведывательный отдел Штаба ЧФ сформировал ещё один отряд, «Сокол», который в дальнейшем получил ряд иных наименований: «отряд дальней разведки „Сокол“», «береговой разведывательный отряд (БРО) „Сокол“», разведывательно-партизанский отряд крымского направления при РО ШЧФ «Сокол». Командир отряда — капитан-лейтенант А. А. Глухов, псевдоним «Капитан». В отличие от ранее создававшихся отрядов, новый предназначался для ведения длительной, в том числе и агентурной, разведки в дальнем тылу противника в Крыму. Боевые операции должны были занимать в его деятельности вспомогательную роль.

Удостоверение Волончука Ф. Ф. от Крымского штаба партизанского движения за подписью В. А. Берёзкина для нахождения за линией фронта

Для подготовки базирования отряда в июне 1943-го в расположение Южного соединения партизан Крыма была заброшена группа из 12 человек, командир — лейтенант Ф. Волончук. После трех месяцев специальной подготовки 20 августа 1943 года началась переброска несколькими эшелонами отряда в окрестности горы Чатыр-Даг (Крымский заповедник). Радистом группы стал испанский интернационалист главный старшина Луиз Антонио. Обустройство в лесу помог наладить 1-й автономный партизанский отряд М. А. Македонского. С 25 августа 1943 года в разведотдел штаба ЧФ стали поступать по радио первые разведданные.
Полномасштабную деятельность отряд начал с 1 сентября 1943 года. В период сентября — октября 1943-го «Сокол» дислоцировался в центральной части крымских гор. В ноябре 1943 года он переместился в окрестности горы Кемаль-Эгерек. 20-26 октября начался очередной прочёс заповедника, партизаны вели маневровые бои с отходами, "Сокол" же старался просачиваться, не выдавая себя. Разведчики отряда с помощью 10-го Ялтинского партизанского отряда, командир которого А. И. Казанцев с января по сентябрь 1943 года возглавлял ялтинское подполье, смогли установить связь с ялтинской подпольной организацией. В феврале 1944-го, была установлена связь с севастопольским подпольем во главе с В. Д. Ревякиным. В марте 1944 года севастопольское подполье было разгромлено немецкой службой безопасности (СД). Ревякин вместе с большинством других севастопольских подпольщиков был арестован и 14 апреля 1944 года они были расстреляны. Разгром севастопольского подполья, а аналогичным образом было разгромлено в ноябре — декабре 1943-го и ялтинское подполье, вызвал подозрение наличия в разведотделе Штаба Черноморского флота немецкого агента.

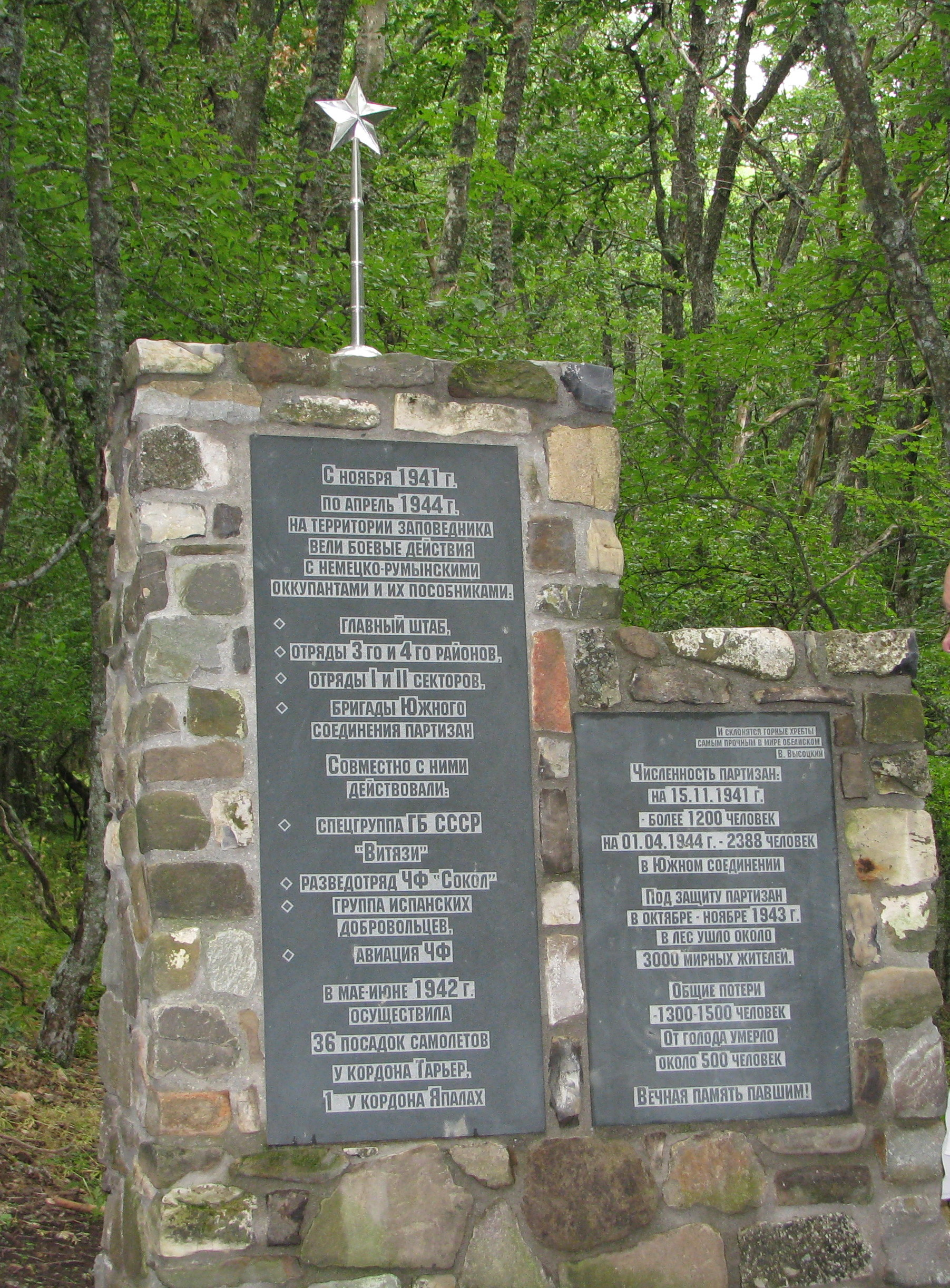
Стела у въезда в Крымский заповедник на перевале Кебит-богаз. На ней перечислены все отряды и соединения партизан Крыма, разведгруппы и авиация снабжения, которые вели борьбу в заповеднике в 1941—1944 годах, в том числе БРО «Сокол».

В Крыму в период с 20 августа 1943-го по 15 апреля 1944 года, состав БРО «Сокол» вел сбор данных о береговой обороне противника в Крыму и на некоторых участках побережья Чёрного моря за его пределами, о строительстве полевых укреплений, аэродромов, базировании войск, авиации и кораблей противника, наличии фарватеров и графиках движения кораблей и судов Германии и Румынии, как вдоль берегов Крыма, так и между Крымом и портами Румынии и Болгарии. Например, с помощью жителя деревни Мангуш Бориса Павленко и его жены командованию отряда удалось наладить связь с их родственниками, проживавшими на тот момент близ Сакского аэродрома, и получать данные о его деятельности. Два полка бомбардировщиков находились на боевом дежурстве на случай получения данных от отряда «Сокол» о выявленных целях в портах Крыма, и прежде всего Ялты и Алушты. Взаимодействие с авиацией позволяло обеспечивать действующие группы отряда «Сокол» боеприпасами, питанием к радиостанциям и продовольствием. Летчики 5-го гвардейского минно-торпедного полка доставляли и сбрасывали грузы на обозначенные разведчиками площадки вплоть до апреля 1944 года. В Алуште дежурили на наблюдательном пункте два матроса-разведчика, данные в штаб флота передавала радистка Валентина Морозова. Помимо основной разведывательной деятельности, отряд также периодически совершал отдельные диверсии и вступал в вынужденные боевые столкновения с противником.
После освобождения Ялты, 13 апреля 1944 года, разведчики отряда «Сокол» вышли из леса. Отряд «Сокол», насчитывавший к тому моменту порядка 70 человек (военнослужащие и гражданские лица), 15 апреля 1944 года сосредоточился в Ялте и был переброшен на подступы к Севастополю. Было решено использовать «Сокол» в интересах армий 4-го Украинского фронта, которые готовились после 24 апреля к новому штурму. «Сокол» был разделен на три группы которые были временно подчинены, соответственно разведотделам 2-й гвардейской армии, 51-й армии и Приморской армий.
Вместе с частями этих армий в виде трех групп в полдень 9 мая 1944 года «Сокол» вошел в только что очищенный от немцев центр Севастополя. Одна из групп начала искать в городе подходящее здание для размещения разведывательного отдела Штаба ЧФ, другая выясняла судьбу подпольной организации Ревякина. После завершения боев за освобождение Севастополя были подведены итоги деятельности «Сокола». Всего с 25 августа по 14 апреля 1944 года отряд передал более 600 донесений, провел 80 разведывательных, 12 боевых и 8 диверсионных операций, не понеся при этом потерь среди личного состава.
В 1991 году у Никитского перевала на Романовском шоссе, где находился один из наблюдательных пунктов отряда «Сокол», ветеранами и офицерами разведывательного отдела Штаба Краснознаменного Черноморского флота по инициативе Е. Б. Мельничука был установлен памятный знак.
В районе Госзаповедника
в июле 1943г. - апреле 1944г.
базировался разведотряд
Черноморского флота
"СОКОЛ"
Взаимодействуя с разведкой
Южного и Северного
соединений партизан Крыма
отряд обеспечивал
Командование Флота
данными о противнике
Командир отряда
капитан-лейтенант
Глухов А.А.
Вечная слава
разведчикам-черноморцам

### Создание Разведывательного отряда особого назначения (отряда боевых пловцов) Черноморского флота в марте 1944 года
В марте 1944 года разведотделом Черноморского флота была создано подразделение подводного спецназа (боевые пловцы) — Разведывательный отряд особого назначения (РООН ЧФ, в других документах Осназ ЧФ). Он состоял из 10 человек. Командиром стал бывший командир взвода РООН Балтийского флота старший лейтенант С. С. Осипов, заместителем мичман Павлов. В апреле — мае 1944 года, в период боев за Севастополь, отряд неоднократно высаживался в тыл противника в различные точки севастопольского побережья с задачей вести разведку кораблей, входящих и выходящих из бухт Севастополя. Отряд регулярно передавал командованию добытую им разведывательную информацию. Взятия Севастополя 10 мая 1944 года отряд закончил выполнение задачи и прибыл в расположение войск 4-го Украинского фронта. По завершении полного освобождения территории с 12 мая 1944 года водолазы-разведчики РООН ЧФ проводили обследование затопленных кораблей с целью обнаружения и изъятия с них документов (шифровальных таблиц, кодовых книг, карт минных постановок), а также ценных приборов и механизмов. Пока не найдена информация о возможном участии РООН ЧФ в последующих боевых действиях. В ходе послевоенной демобилизации и сокращений РООН ЧФ в конце 1945 года был расформирован.
В подразделении служил старшина первой статьи Д. А. Постовой, впоследствии советский учёный-правовед.

### Боевые действия разведотряда разведывательного отдела штаба Дунайской флотилии в августе 1944-го — марте 1945 года

#### Начало боевых действий разведотряда ЧФ в составе Дунайской флотилии
В начале августа 1944 года, после создания Дунайской военной флотии флотилии, разведотряд ЧФ и его командиры Довженко А. У., В. А. Калганов «Борода» были переданы в ее распоряжение и стал называться разведотрядом разведывательного отдела штаба Дунайской флотилии. 24 августа 1944 года, в ходе наступление 3-го Украинского фронта, корабли флотилии вошли в Дунай. Для обеспечения их действий требовались разведданные, которые доставляли разведчики-черноморцы. Они устанавливали пути прохода бронекатеров, опрашивая местных жителей, уточняли минирование фарватеров, выявляли позиции береговых батарей, а также подбирали плацдармы для десантов. Постоянная задача — захват «языков».
У югославского селения Радуевац противник создал мощный оборонительный рубеж. Ночью с катера была высажена разведывательная группа, командир старшина 1-й статьи Морозов, в составе старшины 2-й статьи Чечило, Глоба и проводника югослав Радуле. В гражданской одежде они вышли на поиск «языка» двумя парами. В результате были захвачены унтер-офицер германского флота и ефрейтор 1-й альпийской дивизии, которые дали ценную информацию об обороне немцев. Из Радуеваца немцы были выбиты совместным ударом войск 3-го Украинского фронта и кораблей флотилии, высадившей десант и поддержавшей действия войск огнем. Высадку производили катера Керченской бригады бронекатеров (командир капитан 2 ранга П. И. Державин). В отряд высадки входили 2 бронекатера, в отряд огневой поддержки — 3 бронекатера, для дальнейшей поддержки подготовлены ещё 9 бронекатеров. Состав десанта — стрелковая рота из состава 113-й стрелковой дивизии (120 человек). Артподдержка десанта возложена на Береговой отряд сопровождения флотилии (командир майор Я. Д. Пасмуров, 4 122-мм орудия и 6 76-мм орудий).
Не дожидаясь взятия Радуеваца, разведчики на двух полуглиссерах прорвались мимо вражеских позиций вверх по течению к прибрежному селению Прахово для проверки информации «языка». Фарватер выше по течению был перегорожен затопленными немцами в ходе операции «Дунайский эльф» судами, а подходы прерывались огнем артиллерии. Доложив в штабе флотилии о результатах, разведчики получили приказ разведать проходы. Времени на исполнение выделялась одна ночь. Наземные войска не могли продвигаться без поддержки флотилии, нуждаясь в огневой поддержке, обеспечении переправ и высадке десантов. На подходе к заграждению разведчики перебрались в две шлюпки на буксире у катера. Ныряя в холодную воду, разведчики искали проход для бронекатеров, но фарватер был плотно забит затопленными судами. Перед самым рассветом проходы удалось найти. Далее проверили проход во второй линии затопленных кораблей. На отходе разведчики попали под обстрел и вынуждены были отпустить шлюпку, а сами добираться вплавь. Под огнем выбрались на берег, совсем окоченевшие от холода, и встретились с командой большой шлюпки, которая также нашла проходы в первой и второй линиях. Вечером следующего дня кильватерная колонна бронекатеров, с катером разведки впереди под огнем прошла заграждения.

#### Разведчики-черноморцы в боях за Михайловец и Железные ворота
В боях за дунайский город Михайловец пехота опередила флотилию. Ночью, ориентируясь по огню артиллерии, старший лейтенант Калганов пошел на полуглиссере вверх по течению. Встретив румынский катер и приняв капитуляцию от его командира, Калганов и старшина 1-й статьи Морозов остались на борту сдавшегося катера. Катер поднялся до дивизии, оборонявшей Михайловец, где с КП Калганов двое суток корректировал огонь бронекатеров. Следующий рубеж — речной каньон Железные ворота. Разведчикам была поставлена задача — обеспечить проход бронекатеров через них. Для решения задачи была выделена группа старшего лейтенанта Калганова. С ней был и сербский партизан Любиша Жоржевич. Ранним утром 2 октября 1944 года на полуглиссере группа вышла на задание. Позади на удалении 20-30 километров шли бронекатера. Под минометным обстрелом преодолели канал и обнаружили обслуживающий персонал канала (бакенщики, машинисты паровозов). Удалось привлечь их к сотрудничеству и снабдить оружием. На обратном пути группа попала под обстрел, полуглиссер затонул, разведчиков подобрал головной бронекатер.

#### Захват секретной лоции реки Дунай
В декабре 1944 года, когда разведчики-черноморцы начали действовать в районе блокированного нашими войсками Будапеште, им была поставлена задача добыть данные о состоянии судоходства на Дунае выше Будапешта, выяснить, минирован ли фарватер, где затоплены суда заграждения и где проходит секретный фарватер, которым пользуется противник. Эта информация была нужна уже на период, когда река освободится ото льда и флотилия продолжит наступление. Такая навигационная информация должна была содержаться в документации Венгерского Дунайского пароходства, которое находилось в занятой противником части Будапешта. После долгих поисков в тылу противника разведчикам удалось захватить чиновника пароходства, который нарисовал им план здания управления. В одну из ночей Калганов, Чхеидзе и Глоба проникли в охраняемое здание пароходства, подорвали железную дверь секретного отделения, а затем — дверь сейфа, где захватили альбом лоции Дуная. На обратном пути были обнаружены противником и заблокированы в здании недалеко от линии фронта. Ракетой дали своим сигнал о помощи и при помощи стрелковой роты вырвались к своим.

#### Разведчики-черноморцы в подготовке последнего штурма Будапешта
К Крепостной горе Будапешта были стянуты все силы противника, окруженного в столице Венгрии. Для нанесения по ним удара требовались сведения о позициях артиллерии, о силах противника на целом ряде участках обороны. Все прежние попытки разведчиков для получения этой информации попасть за линию обороны противника оказались безрезультатны. Тогда было решено проникнуть через канализацию. Нашли инженера по эксплуатации канализационных систем, который нарисовал план. Поздним вечером 6 февраля 1945 года в канализацию спустились две разведгруппы. Им предстояло пройти по коллектору несколько километров в противогазах, полусогнувшись. Через три часа вышли к нужному разветвлению и поднялись на поверхность. Первой группе удалось захватить немецкого офицера из оперативного отдела штаба. Вторая группа пленила майора. Пленные дали ценные показания.

### Советско-японская война
Разведчики разведотряда ЧФ были направлены после окончания боевых действий Великой Отечественной войны на Дальний Восток для участия в предстоящей войне с Японией. На Дальнем Востоке разведотряд Черноморского флота, был переименован в середине июня 1945 в 71-й разведотряд разведывательного отдела Штаба Амурской речной флотилии. Кроме черноморцев, этот же разведотряд, затем пополнили имевшие большой боевой опыт 9 краснофлотцев-разведчиков из состава разведотряда Северного флота, которым командовал Герой Советского Союза В. Н. Леонов.

### После Великой Отечественной войны
23 октября 1953 года, в соответствии с директивой Главного штаба ВМФ СССР от 24 июня 1953 года, был сформирован 6-й отдельный морской разведывательный пункт (6-й омрп) управления разведки Черноморского флота, с дислокацией в городе Севастополь. Созданием части занимался всё тот же начальник разведки Черноморского флота, на тот момент уже генерал-майор Намгаладзе Д. Б. Первым командиром части стал капитан 1-го ранга Яковлев Евгений Дмитриевич.

## Командиры
Разведывательный отдел Штаба Черноморского флота
- июля 1938 — ноябрь 1955 года — подполковник, полковник, генерал-майор Намгаладзе, Дмитрий Багратович

2-й разведотряд Разведывательного отдела Штаба  Черноморского флота
- 1 октября 1941 года — 7 января 1942 года, капитан Топчиев, Василий Васильевич, погиб в бою, застрелился при угрозе пленения
- 7 января 1942 года — 14 января 1942 года и. о. командира, батальонный комиссар Латышев, Ульян Андреевич, погиб в бою, подорвался гранатой при угрозе пленения
- январь 1942 — май 1942 — и. о. командира, батальонный комиссар Коптелов, Василий Степанович
- май 1942 — июнь 1942 —  старший лейтенант Федоров Николай, попал в плен, расстрелян

Разведотряд Керченской военно-морской базы
- май 1942 — август 1942 — командир, батальонный комиссар Коптелов, Василий Степанович

Разведотряд Новороссийской военно-морской базы
- 8 сентября 1942 — 15 мая 1943  — командир, старший лейтенант Довженко, Алексей Ульянович

Разведотряд Разведывательного отдела Штаба  Черноморского флота
- август 1942 — декабрь 1942 — командир, майор Коптелов, Василий Степанович, умер от ран
- январь 1943 — 1 мая 1943 — командир, капитан Калинин, Дмитрий Семёнович , погиб в бою, подорвался гранатой при угрозе пленения
- 15 мая 1943 — август 1944 — командир, старший лейтенант, капитан-лейтенант Довженко, Алексей Ульянович

Отряд дальней разведки «Сокол»
- апрель 1943 — май 1944 — командир, капитан-лейтенант Глухов А. А.

Разведотряд Разведывательного отдела Штаба Дунайской флотилии
- август 1944—1945 — командир, капитан-лейтенант Калганов, Виктор Андреевич